# Kałyniwka (hromada Perwozwaniwka)
Kałyniwka (ukr. Калинівка) – wieś na Ukrainie, w obwodzie kirowohradzkim, w rejonie kropywnyckim, w hromadzie Perwozwaniwka. W 2001 liczyła 868 mieszkańców, wśród których 382 wskazało jako ojczysty język ukraiński, 474 rosyjski, 10 mołdawski, a 2 białoruski.